# János Kalmár
János Kalmár (ur. 16 kwietnia 1942 w Budapeszcie) – węgierski szablista, brązowy medalista olimpijski i trzykrotny medalista mistrzostw świata.
Na igrzyskach olimpijskich w Meksyku w 1968 roku wspólnie z Tamásem Kovácsem, Tiborem Pézsą, Miklósem Meszéną i Péterem Bakonyim zdobył drużynowo brązowy medal. W zawodach indywidualnych nie startował. Był to jego jedyny występ olimpijski.
Podczas mistrzostw świata w Hawanie w 1969 roku wywalczył srebrny medal w turnieju indywidualnym, przegrywając tylko z Wiktorem Sidiakiem z ZSRR. Parę dni później razem z Péterem Bakonyim, Attilą Kovácsem, Tamásem Kovácsem i Miklósem Meszéną zdobył brązowy medal w zawodach drużynowych. W turnieju drużynowym zdobył również srebrny medal na mistrzostwach świata w Ankarze rok później.